# Pauline Félicité de Mailly-Nesle

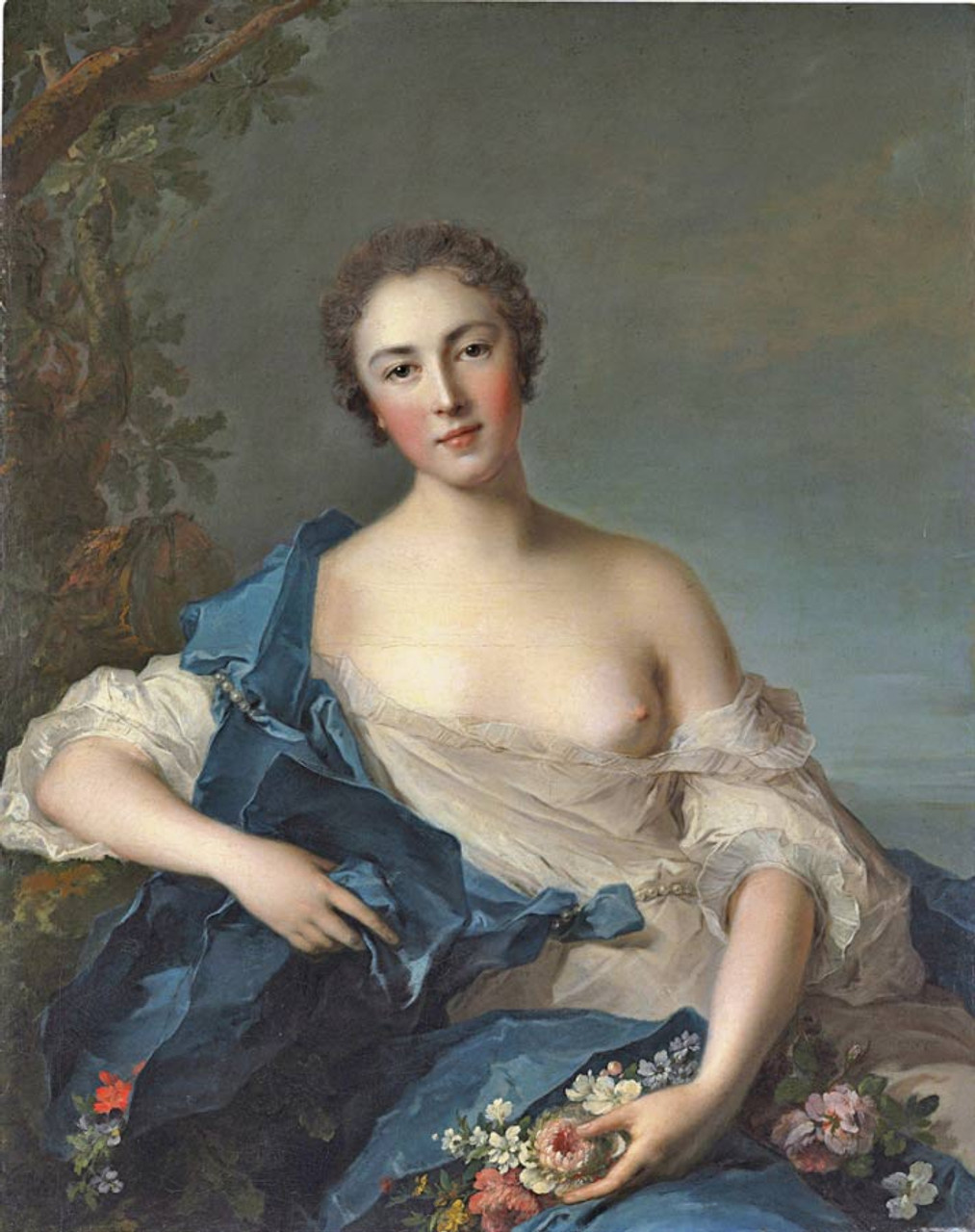
Pauline-Félicité de Mailly-Nesle

Pauline-Félicité de Mailly, Marquise de Vintimille (* 1. August 1712; † 9. September 1741 in Paris) war die Mätresse des französischen Königs Ludwig XV.

## Herkunft
Pauline-Félicité war die zweite Tochter von Louis III. de Mailly (1689–1767) und seiner Frau Armande Félice de La Porte Mazarin (1691–1729), Enkelin von Hortensia Mancini. Ihre Schwestern waren Louise Julie, comtesse de Mailly, Diane-Adélaïde, duchesse de Lauraguais, Hortense-Félicité, Marquise de Flavacourt und Marie-Anne, duchesse de Châteauroux.

## Mätresse Ludwigs XV.
Pauline-Félicité wurde in einem Kloster erzogen. 1738 bat sie ihre ältere Schwester Louise Julie, die damals die Mätresse Ludwigs XV. war, sie an den königlichen Hof nach Versailles einzuladen. Pauline-Félicité wird als genauso wenig attraktiv wie Louise Julie beschrieben, war aber im Gegensatz zu dieser sehr ehrgeizig und strebte nach Macht und Geld. Louise Julie entsprach dem Wunsch ihrer Schwester, sie bei Hof einzuführen, in gutem Glauben. Sie musste aber bald erkennen, dass Pauline-Félicité, kaum in Versailles angekommen (September 1738), sie in der Gunst des Königs zu verdrängen suchte. Den Plan, den Monarchen für sich zu gewinnen, hatte Pauline-Félicité schon lange verfolgt. Durch ihr vorlautes und unbekümmertes Wesen, ihre Vitalität und Intelligenz sowie durch scharfsinnige und originelle Äußerungen konnte sie den schüchternen Ludwig XV. rasch für sich einnehmen. Bald nahm sie ständig an den privaten, kleinen Abendgesellschaften des Königs und an dessen Lustreisen teil. Ludwig XV. verliebte sich leidenschaftlich in Pauline-Félicité, die so zu seiner Mätresse aufstieg. Allerdings ließ der König auch Louise Julie nicht fallen, so dass er sich die zwei Schwestern als Favoritinnen hielt.
Der König kaufte 1739 für Pauline-Félicité das Schloss Choisy an der Seine. Dort genoss er es, mit ihr, ihrer Schwester Louise Julie und wenigen vertrauten Freunden ein zurückgezogenes Privatleben zu führen. Um den Anschein zu wahren, wollte Ludwig XV. jedoch nicht, dass seine Geliebte unverheiratet blieb. So sorgte er dafür, dass Pauline-Félicité eine Ehe mit einem Mann einging, der akzeptieren würde, dass seine Gattin auch weiterhin königliche Mätresse blieb. Gegen eine Mitgift von 200 000 Livres und die sichere Gunst des Königs war Jean-Baptiste Hubert Félix, Marquis de Vintimille (1720–1777), zu einer solchen Eheschließung bereit. Der Bräutigam war ein Großneffe des Erzbischofs von Paris, Charles de Vintimille, in dessen Palast die Hochzeit des Paares am 4. September 1739 stattfand. Mademoiselle de Charolais, die Schwester des 1726 gestürzten Herzogs von Bourbon, richtete das anschließende Abendessen in ihrem Palais Madrid aus, woran auch der König teilnahm. Seither führte Pauline-Félicité den Titel „Marquise de Vintimille“.
Pauline-Félicité suchte Einfluss auf die Politik auszuüben und den König zu überreden, sich der Bevormundung des einflussreichen Staatsmanns und Kardinals André-Hercule de Fleury zu entziehen und selbst mehr Regierungsverantwortung zu übernehmen. Einer Kriegspartei war Fleurys vorsichtige Außenpolitik ein Dorn im Auge. Beim Beginn des Österreichischen Erbfolgekrieges (1740) unterstützte Pauline-Félicité die Kriegsbefürworter und trug dazu bei, dass Ludwig XV. die zuerst abwartende Haltung Frankreichs aufgab und sich militärisch in dem Konflikt engagierte. Die Mätresse wollte den König sogar davon überzeugen, sich durch persönliche Anwesenheit an den Kriegsschauplätzen weitere militärische Lorbeeren zu verdienen.

## Tod
Als Pauline-Félicité Anfang 1741 schwanger wurde, erfolgten bald gesundheitliche Komplikationen. Zu ihrer Schonung und Ruhe wurde sie nach Choisy gebracht, wo der König an ihrer Seite weilte. Ab August 1741 wurde sie immer kränker und melancholisch, litt an Fieber und wollte sich nicht mehr von Ärzten behandeln lassen. Am 24. August wurde sie nach Versailles zurückgebracht und in ihren Gemächern allabendlich vom König besucht. Am 2. September gebar sie einen Jungen, den der herbeigeeilte Pariser Erzbischof nottaufte. Begleitet wurde der Prälat von seinem Neffen, der aber nur widerwillig mitkam, da er mit seiner Gattin schon länger ein gespanntes Verhältnis unterhielt. Die Eheleute hatten dementsprechend Unfreundlichkeiten ausgetauscht. Ludwig XV. freute sich jedoch sehr über den neugeborenen Jungen, der gesund war und Charles getauft wurde.
Mit der Gesundheit von Pauline-Félicité ging es jedoch weiter bergab, die Ärzte waren ratlos und verordneten nur Aderlässe. Der König ließ sogar das Pflaster unter ihren Fenstern mit Stroh auslegen, damit ihre Ruhe nicht durch den Lärm von Pferdehufen gestört wurde. Er verließ seine Geliebte in der Nacht vom 8. zum 9. September 1741, da es ihr besser zu gehen schien, aber wenige Stunden später starb sie, bevor der Beichtvater ihr die Sakramente erteilen konnte. Sie war nur 29 Jahre alt geworden und verschied im Glauben, das Opfer einer Vergiftung geworden zu sein. Ihr Leichnam wurde von Versailles in das Hôtel de Villeroy überführt. Aber die Wächter ließen ihn des Nachts unbeaufsichtigt, sodass eine Volksmenge eindringen konnte, welche die königliche Mätresse gehasst hatte und nun ihren Leichnam schändete. Der König trauerte sehr um seine verstorbene Geliebte, ebenso ihre Schwester Louise Julie. Die sterblichen Überreste von Pauline-Félicité wurden schließlich in der Nähe von Versailles bestattet.
Pauline-Félicités Sohn, Charles de Vintimille du Luc (1741–1814), galt als Sohn des Königs und sah diesem so ähnlich, dass er am Hof „halber Louis“ (französisch „Demi-Louis“) beziehungsweise „kleiner Louis“ genannt wurde. Später wollte Madame de Pompadour ihre Tochter Alexandrine-Jeanne d’Étiolles (1744–1754) mit ihm verheiraten, doch der König lehnte die Heiratspläne seiner Mätresse ab.